# Sarkopsyd
Sarkopsyd – minerał z gromady fosforanów. Jest minerałem bardzo rzadkim, występującym tylko w kilku miejscach na świecie. Został odkryty i po raz pierwszy opisany w Polsce w pegmatytach Michałkowej koło Wałbrzycha.

## Skład chemiczny
P2O5 39,8% wag., FeO 50,2% wag., MnO 6,9% wag., MgO 3,5% wag. dla sarkopsydu z kopalni Bull Moose Lode w Custer, Dakocie Południowej, USA.

## Minerały towarzyszące
- graftonit, wiwianit, hureaulit oraz tryfylin

## Występowanie
W skałach pegmatytowych:
- Bawaria
- Brazylia
- Czechy
- Polska – Michałkowa (type locality oraz holotyp minerału) oraz w Modliszowie koło Świdnicy
- Stany Zjednoczone
- Szwecja